# بخش ریچفیلد (شهرستان لوکاس، اوهایو)
بخش ریچفیلد (به انگلیسی: Richfield Township) یک منطقهٔ مسکونی در ایالات متحده آمریکا است که در شهرستان لوکاس، اوهایو واقع شده‌است.
 بخش ریچفیلد ۵۸٫۳ کیلومتر مربع مساحت و ۱٬۵۹۸ نفر جمعیت دارد و ۲۱۱ متر بالاتر از سطح دریا واقع شده‌است.